# Benoît Lestavel
Benoît Lestavel est un footballeur français né le 28 février 1976 à Saint-Pol-sur-Mer (Nord). 
Milieu de terrain, il a été finaliste de la Coupe de France en 2000 avec Calais RUFC, équipe évoluant alors en CFA.

## Carrière de joueur
- 1996-1998 : USL Dunkerque (National)
- 1998-1999 : US Boulogne
- 1999-2002 : Calais RUFC
- 2002-2005 : USL Dunkerque (CFA)
- 2005-2007 : US Gravelines
- 2007-2016 : FC Loon-Plage (DH & DHR)

## Carrière d'entraineur
- 2016- FC Loon-Plage

## Palmarès
- Finaliste de la Coupe de France en 2000 avec le Calais RUFC